# Cicciolata
La cicciolata è un salume cotto prodotto in Emilia-Romagna a base di carne suina. La zona di produzione comprende un po' tutte le provincie della Regione, in modo particolare l'intero territorio delle provincie di Piacenza e Reggio Emilia. È riconosciuta nella stessa categoria dei ciccioli, come prodotto agroalimentare tradizionale dell'Emilia Romagna.

## Preparazione
La sua preparazione si svolge in due fasi. La prima è quella di far bollire la testa del maiale in un grosso pentolone con verdure ed erbe aromatiche e, a parte, far cuocere le cotenne in un paiolo di rame, fino a che friggeranno nel loro stesso strutto e saranno completamente dorate. Queste ultime a fine cottura verranno pressate in un torchio per togliere tutto lo strutto in eccesso. Il risultato sono i cosiddetti "ciccioli".

Torchio per cicciolata

Nella seconda fase si toglie dalla testa tutta la carne tritandola grossolanamente, aggiungendo quindi i ciccioli, il sale, l'alloro, il pepe, facendo cuocere il tutto giusto il tempo necessario per amalgamare gli ingredienti. Altri aromi che possono essere aggiunti sono la cannella e i chiodi di garofano.
Al termine della cottura si mette la cicciolata all'interno di teli di lino dello stesso tipo di quelli utilizzati per la preparazione del Parmigiano Reggiano, viene quindi posta sotto un torchio per eliminare il grasso eccedente e conferite al salume così ottenuto la caratteristica forma compatta. Il prodotto così ottenuto viene lasciato riposare per almeno una giornata prima del consumo.
Alcuni norcini mettono nell'impasto del vino bianco o del cognac per rendere questo salume ancor più profumato e ricco di sfumature. 

## Conservazione e consumo
Questo salume, al taglio si presenta venato con parti più chiare e altre più scure, come il granito. La cicciolata è piuttosto compatta, ma mantiene una certa morbidezza. Può essere consumata sia fredda che calda, come semplice antipasto o come stuzzicchino, tagliata a cubetti, al posto della mortadella. Oppure, tagliata a fette di medio spessore e consumata come companatico in un panino. Ma risulta molto gustosa calda e infatti un altro abbinamento tipico è quello con la polenta sulla quale vengono adagiate le fette sottili di cicciolata per farle quasi sciogliere.
Come il cotechino, si abbina bene anche alla malvasia amabile. 
La cicciolata può essere conservata in un luogo fresco e asciutto anche per 4-5 mesi.

## Curiosità
La cicciolata era un salume molto apprezzato da Giovannino Guareschi che arrivò a dedicarle un racconto nel quale la cicciolata è descritta come un "blocco di granito", anche se decisamente più sostanzioso. Se ne fece allestire uno utilizzando un intero maiale.